# Vlícovací bod

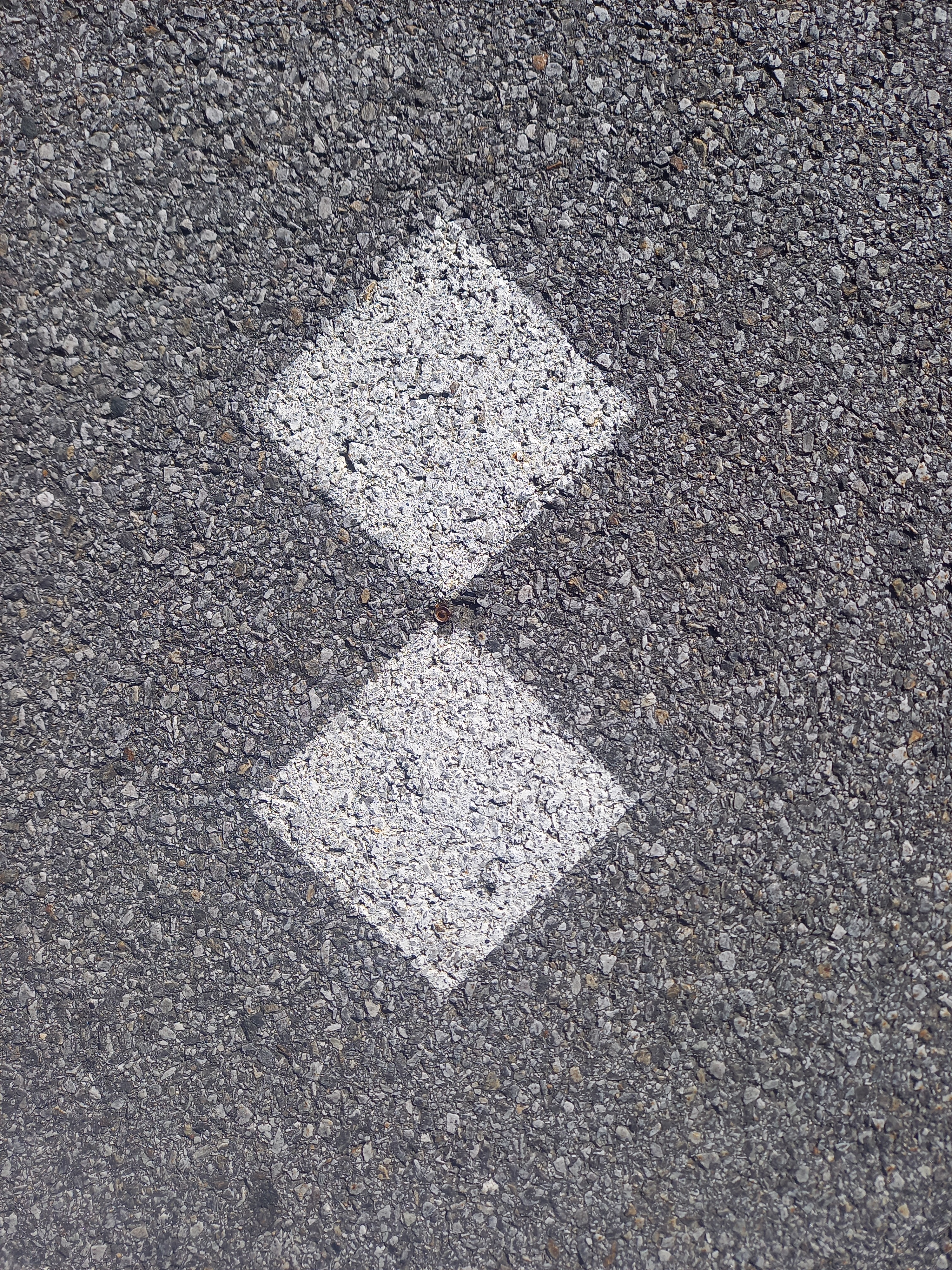
Vlícovací bod vyznačený na povrchu vozovky

Vlícovací bod je zřetelný a snadno identifikovatelný bod v terénu, který má známé geodetické souřadnice. Ve fotogrammetrii tyto body řadíme do prvků vnější orientace. Tyto body jsou nezbytné pro přesné zaměření leteckých snímků a proto jsou nedílnou součástí měřičských projektů v letecké i pozemní fotogrammetrii.

## Provedení bodů v terénu

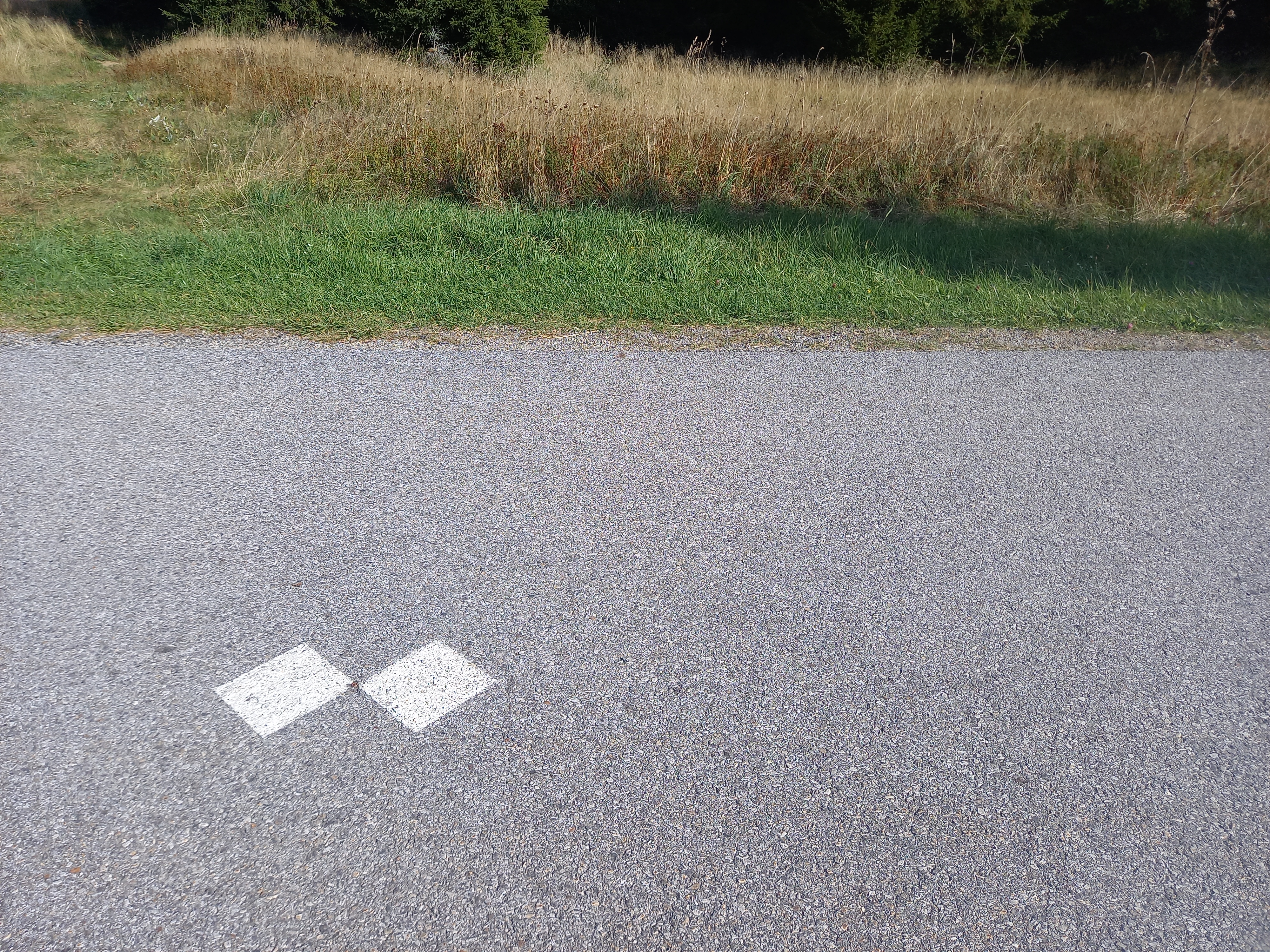
Vlícovací bod na povrchu vozovky při pohledu z její krajnice

Před samotným snímkováním vybraného území je nutné provést signalizaci vlícovacích bodů v terénu. Body umísťujeme vhodně tak, aby bylo malé riziko jejich poškození či zakrytí.  Obecně platí, že vlícovací bod je dobře viditelný pokud je snadno identifikovatelný pouhým okem z místa pořizování snímku. Před zaměřováním vlícovacích bodů je nutné předem zjistit pro jakou konkrétní metodu budou body vyznačovány. Vždy zaměřujeme vyšší počet bodů. Přebytečné body mohou plnit účel kontrolních bodů pomocí nichž lze ověřit přesnost výsledného fotogrammetrického produktu.
Zjištění geodetických souřadnic vlícovacích bodů určujeme geodetickým měřením.

## Typy bodů v terénu

### Umělé
Jejich realizace se provádí různými způsoby. V zásadě jde o to, aby tento bod byl dobře zřetelný a identifikovatelný. Toho dosáhneme jeho výrazným kontrastem. 
Můžeme tedy pro provedení tohoto bodu využít bílé umělohmotné desky ve tvaru čtverce a sestavit je tak abychom dosáhli co největšího kontrastu těchto desek s pozadím. Taktéž je možné provedení za pomoci kruhových signálů, které jsou vytvořeny z černobílých mezikruží. Je možné taktéž použití samolepicích terčíků či natření signálů na kontrastní plochu například na střechu či vozovku.

### Přirozené
Jsou to takové body, které se přirozeně vyskytují v terénu a jsou dostatečně kontrastní a lze je jednoznačně polohově zaměřit.

## Realizace bodů v terénu
Za pomocí speciálních geodetických vozidel jsou vázací body vyznačovány na vozovky ve formě dvou bílých čtverců. 

## Definice bodů v zákoně č. 200/1994 Sb. Zákon o zeměměřictví a o změně a doplnění některých zákonů souvisejících s jeho zavedením
Pro účely Zákona č. 200/1994 Sb. se rozumí vázacími body dle § 2 odst. e) měřické značky bodů bodového pole včetně signalizačního a ochranného zařízení bodu bodového pole.
Zřizování a správa těchto značek se poté řídí §8 a §9 tohoto zákona.